# 苍岩山
37°49′45.94″N 114°8′11.60″E / 37.8294278°N 114.1365556°E

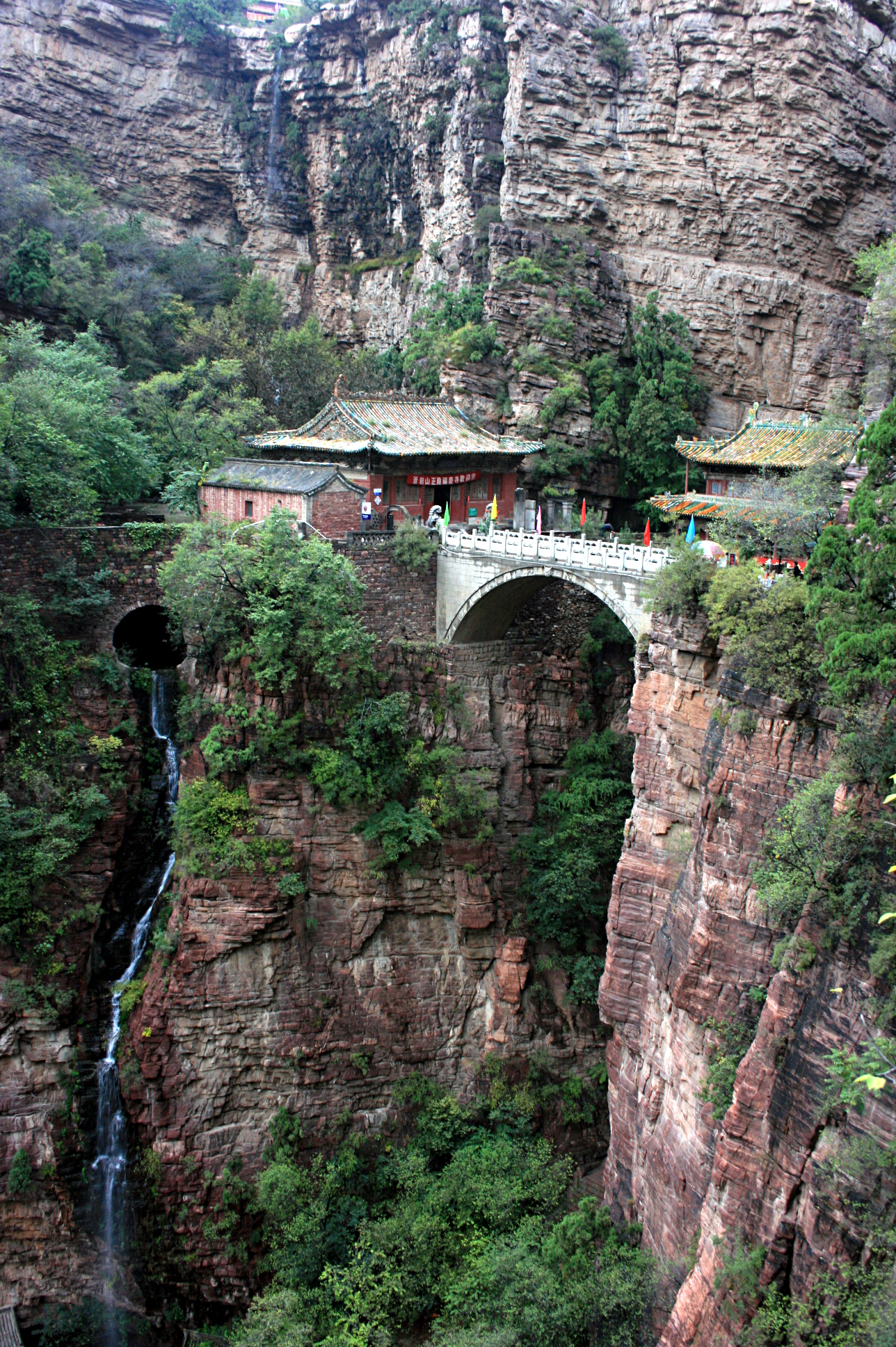
苍岩山（摄于2007年9月）

苍岩山，为太行山支脉，位于河北省井陉县城东南方向约30公里的苍岩山镇，距河北省省会石家庄市市區70公里，是国家4A级旅游景区:106。苍岩山自然风光优美，享有“五岳奇秀揽一山，太行群峰唯苍岩”的盛誉。苍岩山古建筑甚多，主要的有福庆寺、书院、万仙堂、公主祠、桥楼殿、玉皇顶等。桥楼殿是中国三大悬空寺之一。依山傍崖而建的福庆寺，始建于隋朝，已有一千余年历史。相传为隋炀帝的长女南阳公主出家修道的地方。公主祠内有南阳公主塑像。壁画在祠内山墙上，画南阳公主修身得道和行医济世救人的故事。
由李安执导、荣获73届奥斯卡四项大奖的影片《卧虎藏龙》曾于此拍摄外景。苍岩山虽非宗教场所，但民间宗教信仰活动兴盛。每年春天，苍岩山庙会期间，华北地区众多民众均登临此山，寄托各种宗教情感。2014年的相关文章指，苍岩山已成为“一座具有浓郁民间信仰、宗教信仰色彩的圣山”，“融佛教、道教、民间信仰、鬼神崇拜乃至红色崇拜于一炉”:106。

## 地理位置
苍岩山是太行山脉的东端，最高峰海拔1,000米（3,281英尺）。景区面积为63平方公里（其他说法为180平方公里）。该地区的植被是柏树和蓝檀林。